# My Secret Hotel
My Secret Hotel (en hangul, 마이 시크릿 호텔) también conocida en español como Mi hotel secreto, es una serie de televisión surcoreana emitida durante 2014 y protagonizada por Yoo In Na, Nam Goong Min, Kim Ji-han y Lee Young Eun.
Fue emitida en su país de origen por tvN desde el 18 de agosto hasta el 14 de octubre de 2014, con una longitud de 16 episodios al aire las noches de los días lunes y martes a las 23:00 (KST).

## Argumento
Nam Sang Hyo (Yoo In Na) es la encargada de la división de planificación de bodas en el Hotel secreto, uno de los hoteles más élite y lujoso de Corea, considerado entre los mejores destinos de bodas en el país. Ella trabaja optimista, alegre y perfeccionista, trabajando duro con el sueño de convertirse en el gerente general del hotel algún día. Sang Hyo se enfrenta al mayor reto de su trabajo cuando su próximo cliente resulta ser el arquitecto Ku Hae-young (Kim Ji-han), su exmarido. 
Hace siete años, Sang Hyo y Hae Young se enamoraron y se casaron en Las Vegas, pero finalmente se pelearon y terminaron separándose, debido a que el matrimonio duró sólo 100 días, nunca presentaron la documentación para registrarse legalmente, por lo que su matrimonio de corta duración continuó como un secreto.
Mientras tanto, Sang Hyo intenta llamar la atención de su jefe Jo Sung Gyum (Nam Goong Min), el director ejecutivo del hotel que es estricto pero reflexivo y tiene a todas las empleadas atraídas a él. También esta la ambiciosa gerente de relaciones públicas Yeo Eun Joo (Lee Young Eun), quien compite con Sang Hyo, por el corazón de Sung Gyum. Para hacer las cosas aún más complicadas, un asesinato ocurre en el hotel y este se conecta directamente con ellos.

## Elenco y personajes

### Principal
- Yoo In-na como Nam Sang Hyo.
- Namkoong Min como Jo Sung Gyum.
- Kim Ji-han como Ku Hae-young.
- Lee Young Eun como Yeo Eun Joo.

### Secundario
Cercanos a Sang Hyo
- Choi Jung Woo como Lee Moo Yang.
- Uhm Soo Jung como Yang Kyung Hee.
- Kim Bo Mi como Heo Young Mi.
- Choi Tae-hwan como Jang Gi Chul.

Cercanos a Sung Gyum
- Go Yoon Hoo como Cha Dong Min.
- Lee Kwang Hoon como Simon.
- Choo Kwi Jung como Lee Jung Sook.

Cercanos a Hae Young
- Ha Yun Joo como Jung Soo Ah.
- Choi Jung-won como Yoo Shi-chan.
- Hwang So Hee como Joo Jung Eun.
- Kim Jae Seung como Kim Ki Ho.

Oficiales de policía
- Ahn Kil-kang como Kim Geum-bo.
- Hwang Choon Ha como Detective Lee.

### Otros
- Kim Byung Choon como Hwang Dong Bae.
- Ha Soo Ho como Soo Ho.
- Kim Dong Gyoon como Kim Soo Bok.
- Kim Yoo Ra como Yoo Ra.
- Kim Shin Bum como Shin Bum.
- Cha Jae Yi como Jae Yi.
- Yoo Jung-rae.
- Seo Yoon.
- Ahn Bo Hyun.

Apariciones especiales
- Cha Hwa Yun.
- Hong Suk Chun.
- Woo Sang Jun.
- Lee Joo Shil.
- Hong Jin Young.

## Banda sonora
- Yoo Sung Ki - «Secret».
- Neon Bunny - «Lost In Love».
- U Sung Eun & Swing - «Trap».
- Young Joon - «Is It Love».

## Emisión internacional
- Filipinas: GMA Network.
- Hong Kong: Drama Channel.[3]
- Japón: BS11.[4]